# 社会主义替代 (美国)
社会主义替代（英語：Socialist Alternative，缩写为SAlt或SA）是美国的一个托洛茨基主义政党。该党成立于1986年，当时取名为劳工战斗者。1990年代末，该党改用现名。该党的意识形态是社会主义、马克思主义、托洛茨基主义。该党的政治立场是左翼。该党的最高领导机构是全国委员会。该党的总部位于纽约。该党出版刊物《社会主义替代》。该党的口号是“斗争、团结、社会主义”。该党是国际社会主义替代的支部。
2013年，该党成员克莎玛·萨万特当选西雅图市议会议员（任期从2014年1月1日开始），这是美国历史上罕有的社会主义者当选公职人员的事件，她连任至2024年1月2日。2024年5月12日，包括萨万特在内的8名组织主要成员发表一封公开信，宣布辞去党内职务。3周后，萨万特退出该党。